# Кубок Беларуси по футболу 1999/2000
Кубок Беларуси по футболу 1999/2000 годов — 9-й розыгрыш ежегодного клубного турнира, второго по значимости в стране. Финал Кубка состоялся 28 мая 2000 года на стадионе «Динамо» в Минске. Обладателем трофея во 2-й раз стала мозырьская «Славия», обыгравшая минское «Торпедо-МАЗ» со счётом 2:1.

## 1/16 финала
Матчи состоялись 18 и 20 июля 1999 года. Согласно жребию, Торпедо-МАЗ (Минск), ФК Молодечно и ФК Лида 
автоматически вышли в 1/8 финала.
| Хозяева               | Счёт          | Гости                       |
| --------------------- | ------------- | --------------------------- |
| Ведрич-97 (Речица)    | 1:1(3:4 пен.) | Свислочь-Кровля (Осиповичи) |
| Гранит (Микашевичи)   | 2:0           | Шахтёр (Солигорск)          |
| Полесье (Козенки)     | 0:6           | Белшина (Бобруйск)          |
| ФК Рогачёв            | 1:3(д.в.)     | Нафтан-Девон (Новополоцк)   |
| Коммунальник (Слоним) | 0:7           | ФК Гомель                   |
| ЗЛиН (Гомель)         | 2:0           | Торпедо-Кадино (Могилёв)    |
| Неман (Мосты)         | 0:2           | Славия (Мозырь)             |
| Торпедо (Жодино)      | 0:3           | Неман-Белкард (Гродно)      |
| Керамик (Берёза)      | 1:2           | Днепр-Трансмаш (Могилёв)    |
| Озерцы (Глубокое)     | 1:4           | Динамо (Минск)              |
| Пинск-900             | 0:2           | Динамо (Брест)              |
| Забудова (Чисть)      | 2:4           | Локомотив-96 (Витебск)      |
| ФК Лунинец            | 3:4           | БАТЭ (Борисов)              |

## 1/8 финала
Матчи состоялись 1 и 17 октября 1999 года.
| Хозяева                     | Счёт          | Гости                     |
| --------------------------- | ------------- | ------------------------- |
| Белшина (Бобруйск)          | 3:1           | ЗЛиН (Гомель)             |
| Динамо (Брест)              | 1:0           | Днепр-Трансмаш (Могилёв)  |
| Неман-Белкард (Гродно)      | 4:1           | ФК Молодечно              |
| Свислочь-Кровля (Осиповичи) | 1:3           | Торпедо-МАЗ (Минск)       |
| ФК Лида                     | 2:0(д.в.)     | Гранит (Микашевичи)       |
| Локомотив-96 (Витебск)      | 0:0(4:3 пен.) | Динамо (Минск)            |
| БАТЭ (Борисов)              | 0:1           | ФК Гомель                 |
| Славия (Мозырь)             | 3:2           | Нафтан-Девон (Новополоцк) |

## 1/4 финала
Матчи состоялись 3 мая 2000 года.
| Хозяева             | Счёт          | Гости                  |
| ------------------- | ------------- | ---------------------- |
| Торпедо-МАЗ (Минск) | 0:0(4:2 пен.) | Неман-Белкард (Гродно) |
| ФК Гомель           | 3:0(д.в.)     | ФК Лида                |
| Белшина (Бобруйск)  | 2:1           | Локомотив-96 (Витебск) |
| Динамо (Брест)      | 0:6           | Славия (Мозырь)        |

## 1/2 финала
Матчи состоялись 19 и 20 мая 2000 года.
| Хозяева             | Счёт | Гости              |
| ------------------- | ---- | ------------------ |
| Славия (Мозырь)     | 3:0  | ФК Гомель          |
| Торпедо-МАЗ (Минск) | 1:0  | Белшина (Бобруйск) |

## Финал
| Торпедо-МАЗ (Минск) | 1:2  | Славия (Мозырь)              |
| Омельянчук 43′      | Голы | Стрипейкис 77′ · Василюк 90′ |

| | Составы | | |
| Хомутовский, Седнёв, Омельянчук, Кабельский, Смирных 84', Малеев (Линёв, 76), Корытько, Кукар, Зенин 18' (Левицкий, 46), Новицкий, Яромко 14' (Лика, 65) |         | Гаев, Балин, Лукашенко 58', Шутов, Первушин (Апанас, 25), Саматов, Матвейчик, Карсаков (Лукашевич, 57), Денисюк (Чалей, 12), Василюк 90', Стрипейкис · | Гаев, Балин, Лукашенко 58', Шутов, Первушин (Апанас, 25), Саматов, Матвейчик, Карсаков (Лукашевич, 57), Денисюк (Чалей, 12), Василюк 90', Стрипейкис · |

| Обладатель Кубка Беларуси 1999/00 |
| --------------------------------- |
| Славия (Мозырь) Второй кубок      |